# Doc Wheeler
Doc Wheeler (eigentlich Wheeler A. Morin, * 10. Januar 1910 in Muncie (Indiana); † 15. Dezember 2005 in Avon (Indiana)) war ein US-amerikanischer Jazzmusiker (Posaune, Gesang) und Bandleader.

## Leben und Wirken
Wheeler Morin spielte zu Beginn seiner Karriere 1928 in Indianapolis bei Raymond „Syd“ Valentine (1908–88) in dessen zehnköpfiger Band Patent Leather Kids, anschließend mit Valentine in einer Hotelband in Milwaukee und 1930 bei in der Bernie Young Big Band. Mitte der 1930er-Jahre leitete er die Doc Wheeler’s Sunset Royal Serenaders, die u. a. auch mit den Ink Spots durch die Südstaaten der USA tourten. 1939 arrangierte er deren Hit „If I didn’t Care“. Doc Wheeler arbeitete in den frühen 1940er-Jahren in New York mit seiner eigenen Bigband Doc Wheeler and His Sunset Orchestra; sie trat im Savoy Room, Cotton Club und im Apollo Theater auf. 1941/42 spielte er in New York mehrere Titel wie „Keep Jumpin’“, Irving Berlins „Me and My Melinda“ (Gesang James Otis Lewi) und „Tunie’s Tune“ für Bluebird Records auf; in den Nummern „Big and Fat and Forty-four“ und „Foo-Gee“ fungierte er auch als Bandvokalist. Erfolgreich war die Band mit dem Song „Who Threw the Whiskey in the Well?“. In seinem Orchester spielten u. a. Cat Anderson, Reunald Jones, Sam „The Man“ Taylor, Raymond Tunia, Leroy Kirkland, Al Lucas und Joe Murphy. 1945 war Wheeler Posaunist bei Bobby Booker, die im Club Elk’s Rendezvous auftrat. 1947 war er noch als Sänger bei Aufnahmen von Bill Johnson and His Musical Notes beteiligt („Leave Tt to Fats, Gate“). In späteren Jahren arbeitete er als Rundfunk-Discjockey für Gospelmusik in Long Island. In späten 1970er- bis in die frühen 1980er-Jahre leitete er in New York eine Bigband, der u. a. auch Mario Escalera angehörte und Small’s Paradise auftrat. Nach dem Tod seiner Frau 1992 kehrte er nach Indianapolis zurück.